# Savecki raën
Il Savecki raën (distretto del Soviet, in bielorusso: Савецкі раён) è uno dei raën in cui è suddivisa la capitale bielorussa di Minsk.